# Valle di Cadore
Valle di Cadore es una localidad y comune italiana de la provincia de Belluno, región de Véneto, con 2.033 habitantes.

## Evolución demográfica
| Gráfica de evolución demográfica de Valle di Cadore entre 1861 y 2001 |
|                                                                       |
| Fuente ISTAT - elaboración gráfica de Wikipedia                       |